# Milan Damjanović
Milan Damjanović (Golubić kod Knina, 15. listopada 1943. – Beograd, 23. svibnja 2006.) bio je jugoslavenski nogometni reprezentativac.

## Igračka karijera
Prošao je sve klupske selekcije beogradskog Partizana. Za seniorsku momčad prvi je put zaigrao sezone 1962./63. 
Za Partizan je odigrao 292 službene utakmice. Igrao je na poziciji lijevog braniča.
Igrao je u Francuskoj (1971. – 1977.) i to u Angersu i Le Mansu. 

### Reprezentacija
Za reprezentaciju Jugoslavije igrao je sedam puta. Igrao je na Europskom prvenstvu u Italiji 1968. godine, kada je Jugoslavija postala doprvak Europe.

## Trenerska karijera
Radio je kao trener u Francuskoj i Zambiji.